# 캐서린 타버

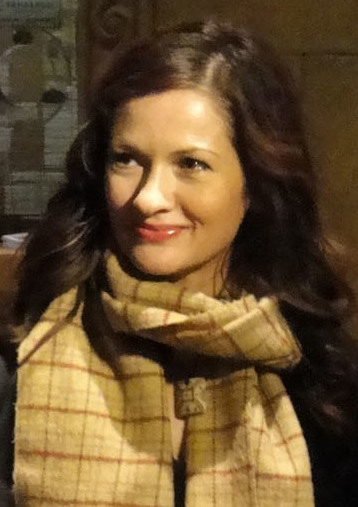

캐서린 테이버(Catherine Taber, 1979년 12월 30일 ~ )는 미국의 배우이다.
조지아주에서 태어났다.

## 영화
- 큐어리어스 조지 2: 팔로우 댓 멍키! (2009년)
- 스타 워즈: 클론 전쟁 - 시리즈 (2008년)
- 스타 워즈: 클론 전쟁 (2008년) - 아미달라 목소리 역